# Kovtunî, Zolotonoșa
Kovtunî (în ucraineană Ковтуни) este localitatea de reședință a comunei Kovtunî din raionul Zolotonoșa, regiunea Cerkasî, Ucraina. În secolul al XIX-lea, satul făcea parte din volostul Zolotonoșa, uezdul Zolotonoșa.

## Demografie
Componența lingvistică a localității Kovtunî
     Ucraineană (97,8%)
     Rusă (1,4%)
     Alte limbi (0,2%)
Conform recensământului din 2001, majoritatea populației localității Kovtunî era vorbitoare de ucraineană (97,8%), existând în minoritate și vorbitori de rusă (1,4%).